# 包秉德
包秉德（？—？），原名啟楨，字飲和，号即山，明末清初萧山人，诗人、书法家。

## 生平
崇祯年间庠生，工書法，“字类宣示帖，波折不苟”，与同邑蔡仲光、沈禹錫、毛奇龄为四友，时有“包毛沈蔡”之称。又與来骧、陈清、蔡立国、沈禹錫、蔡仲光合称“固陵六子”。明亡與諸友隱居蕭山之南鄉深山，築土室讀書，“聚南、北、唐、五代、辽、金、元史暨诸书其中，纵观之”。著有《云峰诗抄》。